# Waidring
Waidring – gmina w Austrii, w kraju związkowym Tyrol, w powiecie Kitzbühel. Według Austriackiego Urzędu Statystycznego liczyła 1937 mieszkańców (1 stycznia 2015).